# Pin-Balma

Pin-Balma este o comună în departamentul Haute-Garonne din sudul Franței. În 2009 avea o populație de 906 de locuitori.

## Evoluția populației
| An        | 1975 | 1982 | 1990 | 1999 | 2006 | 2009 |
| --------- | ---- | ---- | ---- | ---- | ---- | ---- |
| Populație | 383  | 636  | 678  | 655  | 933  | 906  |